# Nju mobile

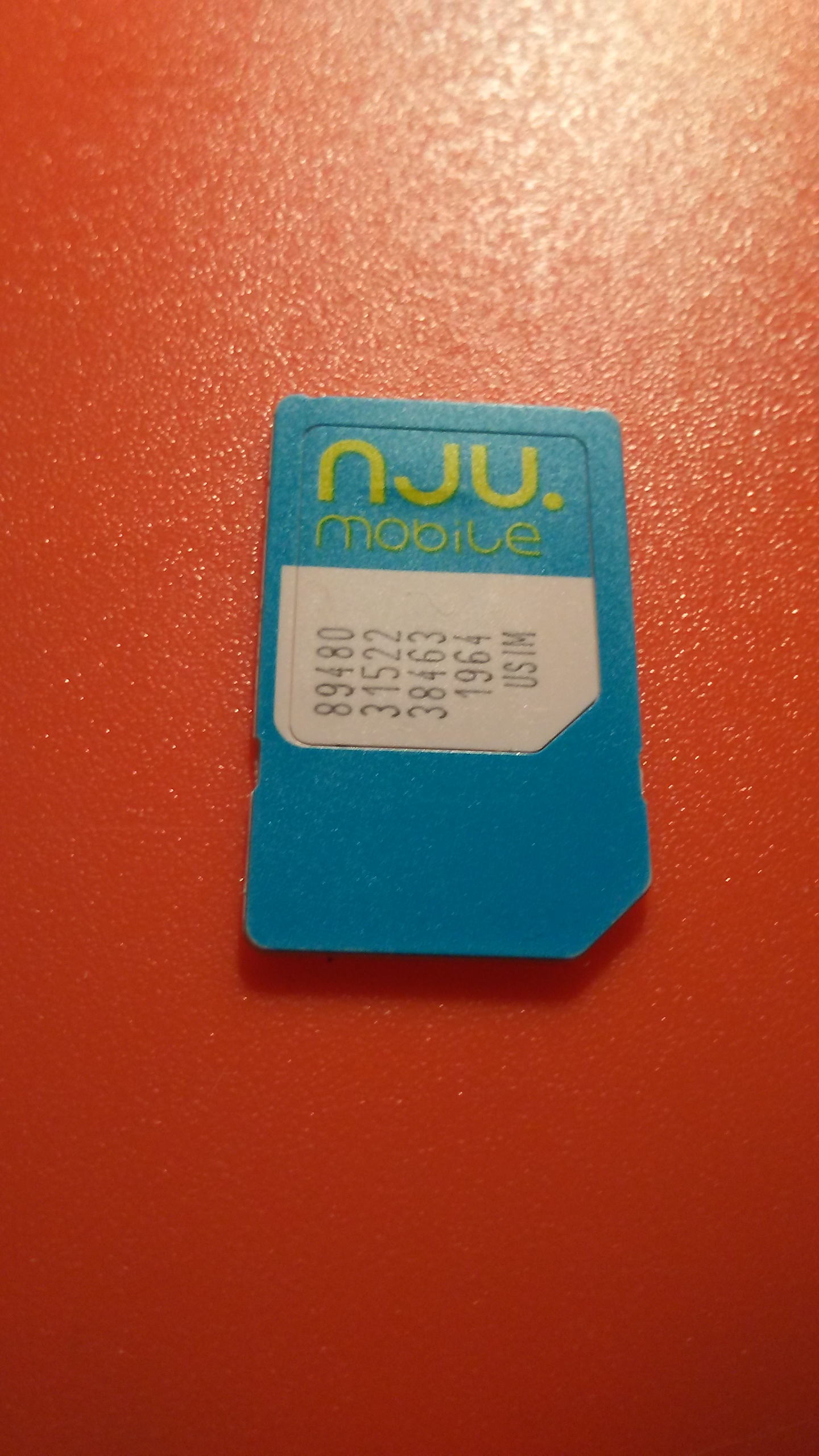
Karta SIM nju mobile

nju mobile – marka usług telefonii komórkowej, oraz od maja 2022 roku Internetu w technologii światłowodowej działająca w sieci Orange. Została wprowadzona na rynek 25 kwietnia 2013 roku. W ofercie znajduje się zarówno sprzedaż usług na kartę (prepaid), jak i abonamentowych (postpaid).
W spotach reklamowych marki w latach 2013-2025 wykorzystywana była animowana żółta postać, która przypomina kształtem ziemniaka. Była to wersja australijskiego Mr. Pipika, o zmienionym kolorze (z zielonego na żółty). Głosu postaci użyczał Bartek Walczuk. Akcja promocyjna prowadzona jest m.in. w internecie oraz w serwisach społecznościowych. 12 maja 2025 Mr. Pipik przestał występować w reklamach Nju Mobile.
Po roku działalności, na koniec pierwszego kwartału 2014, pod marką nju mobile działało 479 tys. kart SIM, z czego 77% w ramach usług przedpłaconych.
8 stycznia 2020 roku Orange Polska poinformowała o milionie klientów korzystających z  Mobile.